# Phare Akra Kerion
Le phare Akra Kerion, également appelé phare Keri est situé au cap Kerion, à proximité du village de Keri, sur l'île Zante en Grèce. Il est achevé en 1925.

## Caractéristiques
Le phare est une tour cylindrique blanche, accolée à la maison du gardien, dont le dôme de la lanterne est de couleur verte. Il s'élève à 194 mètres au-dessus de la mer Ionienne.

## Codes internationaux
- ARLHS[2] : GRE-081
- NGA : 14740
- Admiralty[3] : E 3990

## Source
(en) [PDF] List of lights radio aids and fog signals - 2011 - The west coasts of Europe and Africa, the mediterranean sea, black sea an Azovskoye more (sea of Azov) (la liste des phares de l'Europe, selon la National Geospatial - Intelligence Agency)- Version 2011 - National Geospatial - Intelligence Agency - p. 255